# Foto-elektrisch effect

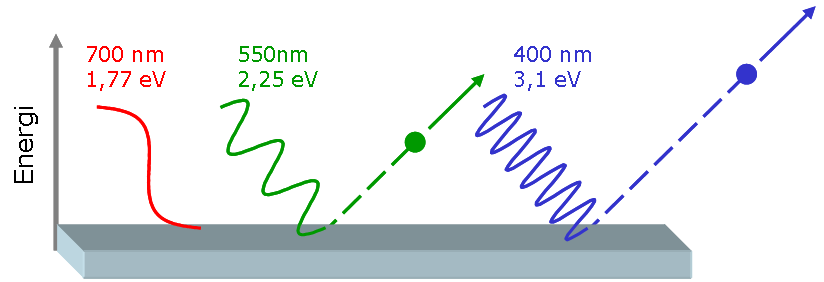

Het foto-elektrisch effect is het verschijnsel dat elektronen die niet zo sterk gebonden zijn aan een atoom, loskomen nadat ze voldoende energie opnemen van invallend licht. Het fenomeen werd ontdekt door Heinrich Hertz in 1887 tijdens zijn experimenten met elektromagnetische golven. Door een metaal te bestralen kon er elektrische stroom opgewekt worden. Later zou Philipp Lenard een verband zien tussen de frequentie van de gebruikte straling en de grootte van de opgewekte stroom (in dit geval het aantal uitgestoten elektronen). In de gedachtegang van de toenmalige fysici was er enkel een verband mogelijk met de intensiteit van de straling, maar niet met de stralingsfrequentie.
Dit was niet het enige vreemde gedrag van de elektronen: de spanning die nodig was om de uitgestoten elektronen te stoppen (de remspanning) bleek enkel afhankelijk van de frequentie en niet van de intensiteit. Dit was volledig in tegenspraak met de golftheorie voor het licht die dat moment vigeerde.

## Het effect
Wanneer twee geleidende platen — bijvoorbeeld in een vacuümbuis (weggelaten in de figuur) — via een gelijkspanningsbron verbonden zijn, zal een van de twee een positieve lading krijgen en de andere een negatieve lading. Valt er licht op de negatieve plaat, dan worden er elektronen uitgezonden (geëmitteerd), waardoor er een stroom gaat lopen in het circuit. Dit is het foto-elektrisch effect. Dit gebeurt echter niet als het invallende licht een te lage frequentie heeft, ook al is de lichtsterkte nog zo groot. Dit effect is niet te verklaren met de klassieke wetten van Maxwell voor het elektromagnetisme, die stellen dat licht bestaat uit golven. Het foto-elektrisch effect heeft aan de wieg gestaan van het besef van de dualiteit van golven en deeltjes.

## Verklaring
Max Planck had in 1900 al gepostuleerd dat licht in karakteristieke energiepakketjes (kwanta) wordt opgenomen en afgegeven. Uit deze hypothese leidde hij de wet van Planck voor zwarte stralers af, het startpunt van de oude kwantummechanica. De energie van lichtpakketjes is in deze beschrijving recht evenredig met de frequentie van het licht. Albert Einstein werkte dit idee in 1905 verder uit en paste het toe op het foto-elektrisch effect:
- om een elektron vrij te maken uit de geleider is een bepaalde arbeid nodig
- licht is opgebouwd uit lichtkwanta ofwel fotonen.
- deze fotonen kunnen niet "samenwerken" om een elektron vrij te maken

Hieruit volgt direct dat elektronen alleen kunnen worden vrijgemaakt wanneer de frequentie van het opvallende licht groot genoeg is.
In formulevorm:
{\displaystyle E_{k}=hf-W}
Waarbij: 
- {\displaystyle E_{k}} de kinetische energie van het losgeslagen elektron
- {\displaystyle h} de constante van Planck = 6,63 × 10−34 J s
- {\displaystyle f} de frequentie van het licht
- {\displaystyle hf} de energie van een invallend foton
- {\displaystyle W} de energie (werkfunctie) die nodig is om het elektron vrij te maken uit de geleidende plaat.

De grensfrequentie {\displaystyle f_{0}}, waarbeneden geen elektronenemissie optreedt, ligt voor de meeste metalen in het ultraviolette gebied, voor de alkalimetalen echter in het zichtbare deel van het spectrum.
Voor dit werk ontving Albert Einstein in 1921 de Nobelprijs voor Natuurkunde.

## Vergelijking
Het effect is te vergelijken met iemand die een bal op het dak probeert te schoppen. Schopt hij niet hard genoeg, dan rolt de bal weer naar beneden. Schopt hij honderd keer te zacht, dan rolt de bal honderd keer weer terug. Het lukt pas als hij in een keer hard genoeg schopt.

## Toepassingen
Het foto-elektrisch effect wordt onder meer toegepast in fotocellen, die gebruikt worden in bewegingsdetectoren, geluid in films en de rookdetector met licht.
Het foto-elektrisch effect is eveneens het basisprincipe van zonnepanelen.